# Liste der Monuments historiques in Bezannes
Die Liste der Monuments historiques in Bezannes führt die Monuments historiques in der französischen Gemeinde Bezannes auf.

## Liste der Immobilien
| Bezeichnung      | Beschreibung            | Standort               | Kennzeichnung | Schutzstatus | Datum | Bild           |
| ---------------- | ----------------------- | ---------------------- | ------------- | ------------ | ----- | -------------- |
| Kirche St-Martin | aus dem 12. Jahrhundert | Rue de l’Église (Lage) | PA00078592    | Classé       | 1912  | weitere Bilder |

## Liste der Objekte
| Bezeichnung                           | Beschreibung                              | Standort                       | Kennzeichnung | Schutzstatus | Datum | Bild |
| ------------------------------------- | ----------------------------------------- | ------------------------------ | ------------- | ------------ | ----- | ---- |
| Kruzifix                              | Holz, 17. Jahrhundert                     | in der Kirche St-Martin (Lage) | PM51001998    | Inscrit      | 1989  |      |
| Gemälde Abendmahl                     | Ölfarbe auf Nussbaumholz, 16. Jahrhundert | in der Kirche St-Martin (Lage) | PM51000090    | Classé       | 1908  |      |
| Skulpturengruppe Unterweisung Mariens | Stein, 17. Jahrhundert                    | in der Kirche St-Martin (Lage) | PM51000089    | Classé       | 1907  |      |
| Skulptur Madonna                      | Holz, 18. Jahrhundert                     | in der Kirche St-Martin (Lage) | PM51001999    | Inscrit      | 1989  |      |
| Skulptur Heiliger Eligius             | Holz, 18. Jahrhundert                     | in der Kirche St-Martin (Lage) | PM51000091    | Classé       | 1966  |      |